# Newbury (Massachusetts)
Newbury ist eine Kleinstadt im Essex County des Bundesstaats Massachusetts in den Vereinigten Staaten. Das U.S. Census Bureau hat bei der Volkszählung 2020 eine Einwohnerzahl von 6716 ermittelt. 

## Geografie
Newbury liegt entlang des Atlantischen Ozeans und grenzt im Norden an Newburyport, im Nordwesten an West Newbury, im Westen an einen kleinen Teil von Groveland, im Südwesten an Georgetown und im Süden an Rowley. Das Zentrum von Newbury liegt 32 Meilen (51 km) nordnordöstlich von Boston.
Die Interstate 95 führt durch den westlichen Teil der Stadt, wobei zwei Ausfahrten den Zugang zur Stadt ermöglichen. Die U.S. Route 1, lokal bekannt als Newburyport Turnpike, führt von Norden nach Süden durch die Mitte der Stadt, und der nördlichste Teil der Massachusetts Route 1A führt durch den Osten der Stadt.

## Geschichte
Newbury Plantation wurde im Jahr 1635 besiedelt und gegründet. Rev. Thomas Parker und sein Cousin Rev. James Noyes führten zusammen mit dessen Bruder Nicholas eine Gruppe von etwa 100 Pionieren aus Wiltshire, England, an. Sie segelten von der Themse an Bord des Schiffes Mary and John und landeten 1634 zuerst in Agawam (heute Ipswich). Im nächsten Frühjahr kamen sie am Quascacunquen River, dem heutigen Parker River, an. Ein Gedenkstein markiert die Stelle, an der Nicholas Noyes als erster der neuen Siedler in Newbury, benannt nach der Stadt Newbury in Berkshire an Land sprang. Der Ort war einst ein Dorf der Pawtucket-Indianer gewesen, die hier jagten, fischten oder Landwirtschaft betrieben. Viele Siedler taten dies ebenfalls. Newbury umfasste ursprünglich Newburyport, das 1764 gegründet wurde, und West Newbury, das 1819 gegründet wurde.
Die Eisenbahn kam 1850 in die Gemeinde und beförderte nicht nur Fracht, sondern auch Touristen, wodurch sich die nahe gelegene Plum Island zu einem viktorianischen Badeort entwickelte. Zurück auf dem Festland wurde 1878 in einem großen Feld Silber entdeckt, und die Chipman Silver Mine nahm ihren Betrieb auf, bis sie 1925 endgültig geschlossen wurde. Bis 1905 hatte sich die Wirtschaft jedoch wieder auf die Landwirtschaft verlagert, und Newbury wurde zu einem Lieferanten von Eiern, Milch und Geflügel. Die Stadt ist heute hauptsächlich ein Wohngebiet mit vielen Beispielen alter Architektur.

## Demografie
Laut einer Schätzung von 2019 leben in Newbury 7148 Menschen. Die Bevölkerung teilt sich im selben Jahr auf in 93,7 % Weiße, 1,0 % Afroamerikaner, 1,6 % Asiaten und 1,2 % mit zwei oder mehr Ethnizitäten. Hispanics oder Latinos aller Ethnien machten 3,0 % der Bevölkerung aus. Das mittlere Haushaltseinkommen lag bei 101.87 US-Dollar und die Armutsquote bei 8,9 %.

## Persönlichkeiten
- Joseph C. Boyd (1760–1823), Soldat und Politiker
- Paul Moody (1779–1831), Erfinder
- William H. Moody (1853–1917), Politiker